# 香港麻雀胡牌列表

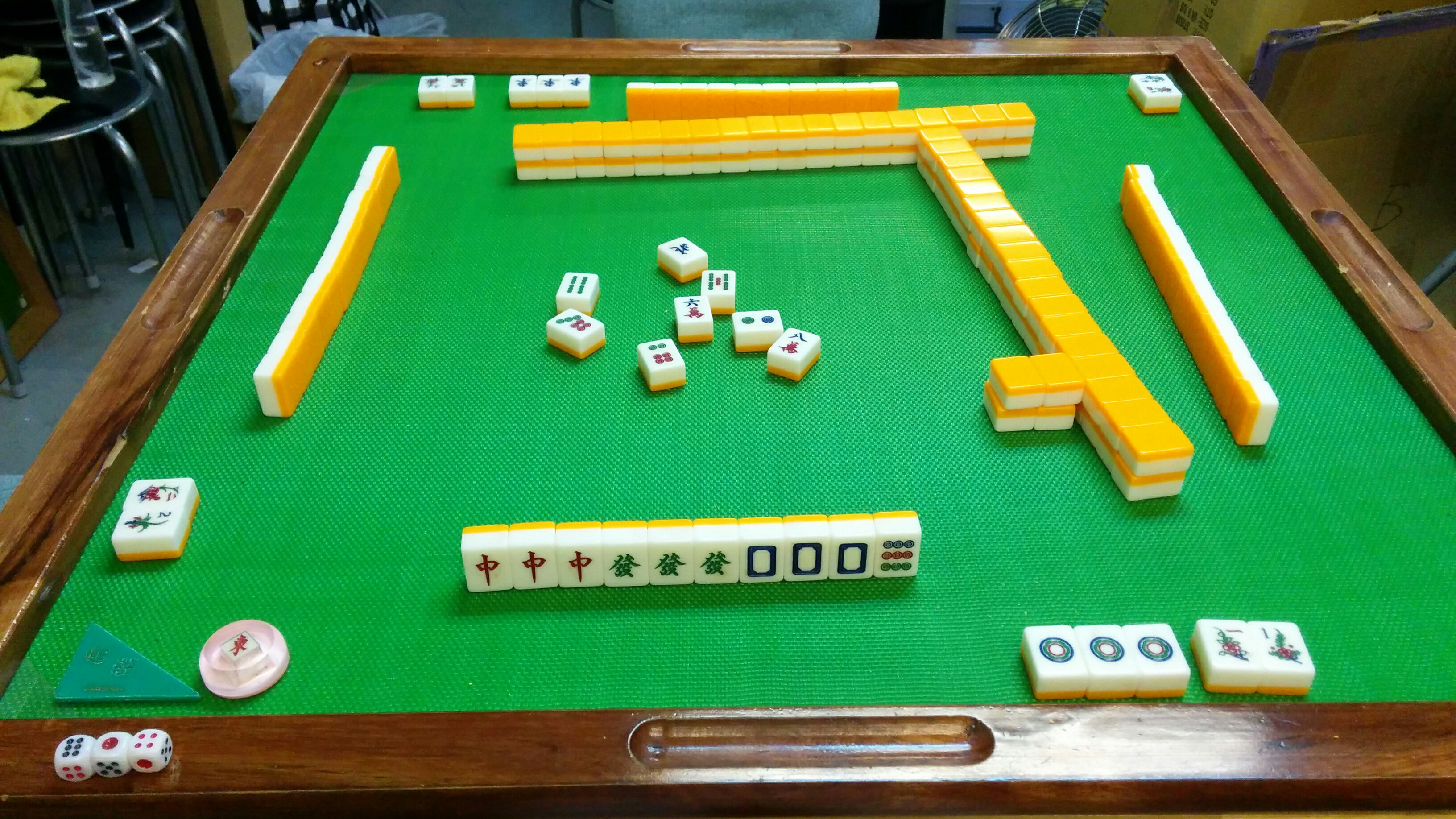

本條目詳列香港麻雀（另稱「清章」或「舊章」）的食糊牌型及準則。

## 食糊準則
香港麻雀中集齊食糊牌型勝出稱「食糊」。標準的食糊牌型爲「四組一對」，即集齊四組「面子」（可以爲「順子」、「刻子」或「槓子」），加一對「眼」；如下例：
（順子）+（槓子）+
（刻子）+（刻子）+（眼）
從例子中可見，順子是三張順序的同門數字牌，刻子是三張相同的牌，槓子是四張相同的牌，眼爲兩張相同的牌。在組成食糊牌型或計算番數時，除了特別規定須爲槓子才有效（例如「十八羅漢」這牌型）外，一般情況下槓子可視爲刻子的一種。
除了例外情況和自訂規則外，香港麻雀的所有牌型中，只有「十三幺」及「花糊」屬於特種牌型。
某牌型成立同時，若必然其並存其他牌型，則該必然牌型不重複計分。如必定門清（天和、地和、十三幺、九蓮寶燈、坎坎糊）不另計自摸、全刻子（大四喜、十八羅漢、坎坎糊、字一色）不另計對對糊等。
食糊時，玩家應立即喊叫「食糊」、「食」或「糊」，或直接喊出食糊牌型的番數，然後把手牌全數翻開（現時亦有不叫喊只翻開全數手牌），證明他已湊成有效的食糊牌型。若既不喊叫，也不翻開手牌，則視爲放棄該次食糊，並繼續行牌。
香港麻雀本身可無番食糊稱為「雞糊」，以前多數打「雞四」，亦即是雞糊「零番」來做起糊，四番就封頂。亦可以選擇四番為滿糊，然後清一色「雙辣」，例牌「三辣」來計算。「雙辣」及「三辣」即是按四番的價錢雙倍計算或三倍計算。因「番」這詞是「翻倍」的意思，因此食糊每多一番，價錢就翻多一倍。而雙辣及三辣則控制最高注碼在四番的兩倍（正常計算的五番）及四番的三倍（五番及六番的中間）。
但現時一般不承認雞糊；打較大上限番數時，食糊最少要有三番稱為「三番起糊」。上限番數的食糊牌型則爲「例牌」，一般會採用八番例牌、十番例牌或十三番例牌，稱為「爆棚」（日本稱役滿）。下表中註明「例牌」的段落裏所列出之牌型，都可以統一計算上限番數，例如即使「大三元」和「坎坎糊」列在八番中，但假如賽前玩家統一以十番作爲「爆棚」番數，並視這兩種牌型爲上限番數例牌，那麼，該雀局裏就會視「大三元」和「坎坎糊」作十番爆棚計算。
有些玩家更會使用無截糊的準則（多在打全銃制中使用），打出一張牌多家可同時食糊，稱為「一炮多響」或「炮炮響」的玩法，即每家食糊通通有效。
賭得比較大的人會選擇打無限番，這時候例牌也按普通番種計算番數（例如大四喜複計混一色對對糊或字一色，加起來便超過十三番例牌）；所以「天糊」及「地糊」等奇牌，一定要事先說明例牌番數。

## 正統牌型
下表為清章正統牌型，有部份玩家會自訂規例微調，以附註顯示。

### 零番
- 雞糊：單純四搭一對、無任何其他組合的牌型，現時一般不能單獨食糊，必須配合其他牌型組合，如現時主流「三番起糊」規則下即需疊加共三番的其他牌型（例：手持一副三元牌刻子再加一張正花時自摸）。

### 一番
- 平糊：只有順子、沒有刻子的牌型[註 1]；以現時主流三番制，大多亦需與其他牌型複合才可食糊，如手持一張或兩張正花加自摸。

- 無花：沒有花牌。
- 正花：花牌跟座位的風位（門風）吻合。

1號（東）：、
2號（南）：、
3號（西）：、
4號（北）：、
- 自摸︰自己摸出食糊之牌可加一番。（如本身叫雞糊時自摸即滿足一番起糊的條件，俗稱「自摸雞」。）
- 門前清（門清）：沒有上、碰、槓（包括暗槓[註 2]）任何牌而食糊。[註 3]
- 番牌：有以下番子的刻子。
  - 三元牌：凡擁有一副由紅中、發財、白板組成的刻子即加算一番。
  - 風牌：東、南、西、北；凡擁有一副吻合門風（西家碰/槓西風）或圈風（南圈碰/槓南風）的刻子即加算一番，若門風與圈風重疊時計兩番（東圈兼東家碰/槓東風可獲兩番，即俗稱的「雙番東」，南圈兼南位時碰/槓南亦可稱為「雙番南」，如此類推。）
- 搶槓：若聽牌時別家槓出自己所聽之牌，即可搶其槓食糊並多加一番；暗槓除聽十三幺者外均不可搶。有部分規例於所有槓類牌型上應用「出槓」原則，將明槓後的糊牌視作打出槓牌者出銃，若為暗、加槓則仍視作摸槓者本人出銃。於無截糊規例中，若有超過一人同時搶槓亦視同一炮多響、需包賠所有糊牌玩家。
- 海底撈月：食全局最後一隻牌，若為自摸則另計再加一番。[註 4]

### 兩番
- 槓上開花（槓上自摸）：明/暗/加槓後自摸，補花後不算，外加自摸另計共兩番，但若海底開花的話不另計海底撈月。所有槓類牌型均有部分規例包括「出槓」，將明槓後的糊牌視作打出槓牌者出銃，若為暗槓、加槓即視作摸槓者本人自摸三家賠。
- 一檯花：集齊同一系列的花牌（即「梅、蘭、菊、竹」或「春、夏、秋、冬」），不再計同系列的正花。（如東家拿到「梅、蘭、菊、竹」及「春」，計算「一台花」及「春」共三番。）

或

### 三番
- 花糊：集齊七隻花牌可即時食糊，計兩番加自摸一番（部份規例作三加一番），可另計槓上開花、連槓開花、天地糊等；詳見花糊牌規。

- 對對糊（碰碰糊）：只有刻子的牌型。

- 混一色：只有一門數字牌（筒/索/萬）跟番子的食糊牌型；另計番子。

### 四番
- 花幺九（混老頭）：只有幺九及番子的對對糊，可另計番牌。[註 5][註 6]

### 五番
- 小三元：以全部三種三元牌組成兩副刻子加一對眼的牌型；可另計混一色、對對糊及/或字一色。[註 7][註 8]

### 六番
- 小四喜：以全部四種風牌組成三副刻子加一對眼的牌型。可另計門圈風、三元牌、字一色。[註 9]

### 七番
- 清一色：只有一門數字牌（筒/索/萬），沒有番子的食糊牌型。可另計平糊、對對糊等。標準「清章」牌型，則視作零番。

### 八番
- 大三元：集齊中、發、白三個刻子的食糊牌型，可另計混一色、對對糊及/或字一色等。[註 10][註 11]

- 連槓開花（槓上槓自摸）：連開超過一槓後自摸食糊，槓與槓之間不可補花，若滿四槓即改視為十八羅漢例牌並不另計本牌型；另計番子牌、對對糊、清一色或混一色。可同樣適用於槓上開花的「出槓」原則（如有），並以第一槓的性質判定。[註 12]
- 大花糊（八仙過海）：摸齊八隻花可即時糊牌，計八番自摸[註 13]。詳見花糊牌規。

- 坎坎胡（四暗刻）：沒有碰、槓[註 14]過的對對糊。另計番子牌、清一色或混一色，但不另計門前清、對對糊。[註 15][註 16]

### 十番（例牌）
- 字一色（全字糊）：只有番子的食糊牌型；例牌不另計其他牌型。

- 清幺九（清老頭）：只有幺九牌的對對糊；例牌不另計其他牌型。[註 17]

- 九蓮寶燈（九子連環）：門清狀態下以幺九刻子各一對、其餘二至八各一湊成的清一色，再加任何一隻重複的雀眼即可食糊。例牌不另計清一色等其他牌型。

上述牌型被稱為「聽九張」的正統九蓮寶燈，若先摸得雀眼再聽其他牌者稱為「九蓮花燈」；非門清者稱為「嗌九蓮」（喊九蓮）。

### 十三番（例牌）
- 天糊：莊家開局補花後立即自摸，但若暗槓再摸僅作普通槓上自摸論。
- 地糊：開局後，閒家食莊家打出的第一隻牌。
- 人糊：閒家於開局第一輪即自摸，但若暗槓再摸僅作普通槓上自摸論。[註 18]
- 大四喜：以東、南、西、北組成四個刻子的食糊牌型；例牌不另計其他牌型。

- 十三幺（國士無雙）：集齊六種幺九牌及七種番子牌，再加其中一張作眼即成。唯一可搶暗槓及不能被其他牌型截糊的牌型，俗稱「牌王」。

- 十八羅漢（四槓子）：開了四個槓的食糊牌型；例牌不另計對對糊等其他牌型。[註 19]

## 自訂牌型
下列牌型並非正統「清章」麻雀所有，多為受新章或日本牌影響於該等規例中引入，但有部分香港麻雀玩家會於開始前自訂規例並接受作有效牌型。

### 一番
啞仔：打出牌時沒有講出相對應的牌名，其餘三家各增加一番，若只接受標準「清章」牌型，則視作零番且無需賠三家。
- 一般高（二同順）：拿到兩副相同的同門順子。若只接受標準「清章」牌型，則視作零番。

- 一般低（二步高）：拿到兩副同門的順子，其中一組的數字須爲另一組的遞進1。例如一組是「四、五、六」，另一組是「五、六、七」。若只接受標準「清章」牌型，則視作零番。

- 缺門（缺一門）：牌型中缺少一種花色序數牌。若只接受標準「清章」牌型，則視作零番。

### 二番
- 冧手胡：類似日本牌的「雙立直」，即是糊後門清。
- 三般高（三同順）：拿到三副相同的同門順子，可另計混一色或清一色。若只接受標準「清章」牌型，則視作零番，若未開牌則視作三個刻子計。

- 三般低（三步高）：拿到三副同門的順子，其中一組的數字須爲另一組的遞進1，第三組則再遞進1。例如一組是「四、五、六」，另一組是「五、六、七」，第三組是「六、七、八」。可另計混一色或清一色，不另計平糊。若只接受標準「清章」牌型，則視作零番。

- 一條龍（一氣通貫）：擁有同門一至九的牌。若只接受標準「清章」牌型，則視作零番。

### 三番
- 鐘鼓齊鳴（槓爆）：海底撈月兼槓上開花。計三番或例牌自摸。
- 兩般高（雙龍抱）：拿到兩副般高；若只接受標準「清章」牌型，則視作零番。

- 兩般低（雙蛇抱）：拿到兩副般低；若只接受標準「清章」牌型，則視作零番。

- 鏡糊糊：兩門數字牌兩種相同順子。若只接受標準「清章」牌型，則視作零番。

- 四般高（四同順）：拿到四副相同的同門順子，另計混一色或清一色。若只接受標準「清章」牌型，則視作零番，或視作三個刻子跟一個順子計（沒有上牌翻開或僅翻開一組順子時），但可另計混一色或清一色。玩家在遊戲中也可考慮槓牌。

- 四般低（步步高）：拿到四副同門的順子，其中一組的數字須爲另一組的遞進1，第三組再遞進1，第四組再遞進1。例如一組是「四、五、六」，另一組是「五、六、七」，第三組是「六、七、八」，第四組是「七、八、九」；若只接受標準「清章」牌型，則視作零番，但兩者均可另計混一色或清一色。

- 三槓子：槓出三副牌。若只接受標準「清章」牌型，則視作零番。

- 三喜臨門（三風刻）：牌型有三個風刻，可另計對對糊、混一色。若只接受標準「清章」牌型，則視作零番。

- 七對子（嚦咕嚦咕）：取得七個不同對子。若有四張相同的牌，不能算是兩個對子。若只接受標準「清章」牌型，則不算有效的食糊牌型。

- 雙色同刻：兩門數字牌兩組相同刻子，整幅牌沒有順子。若只接受標準「清章」牌型，則只看作對對糊的牌型。

- 四歸四：四隻相同的牌落到四個順子上。若只接受標準「清章」牌型，則視作零番。（下方例子為三筒）

### 十番
- 萬綠叢中一點紅：有五索或紅中在內的綠一色，但不能兩者兼有。若只接受標準「清章」牌型，則只看作混一色、混一色對對糊（不含順子）、清一色（不含紅中及發財）或清一色對對糊（不含順子、紅中及發財）計算，另計番子刻子的番。

- 百萬石（百萬雄兵）：清一色狀態所有牌數加起來等於或超過一百，可另計對對糊、平糊，但不另計清一色。

### 十三番
- 藍一色：只有東、南、西、北、白板或八筒的食糊牌型。若只接受標準「清章」牌型，則只看作混一色對對糊或字一色（不含八筒）計算，另計番子刻子的番。

- 綠一色：只有二、三、四、六、八索或發財的食糊牌型。若只接受標準「清章」牌型，則只看作混一色、混一色對對糊（不含順子）、清一色（不含發財）或清一色對對糊（不含順子與發財）計算，另計番子刻子的番。

- 紅孔雀：只有一、五、七、九索或紅中的食糊牌型。若只接受標準「清章」牌型，則只看作混一色對對糊計算，另計番子刻子的番。

## 包牌制度
為方便說明，以下假設一局有甲、乙、丙、丁四個玩家。
傳統廣東麻雀是陪銃制，即如果甲出銃給乙，使玩家乙食糊，甲要支付本身出銃的金額，而丙和丁則須支付甲的金額的一半。全銃制就是出銃者要同時替其他玩家支付應付款額，即甲要支付自己、丙和丁的款項給乙。不過，不論是陪銃制還是全銃制，在一些指定的情況下會設有「包牌」的懲罰制度，即個別玩家（不一定是出銃者）需要為該局結果負全責，即替所有玩家支付應付款項給勝出玩家。
由於廣東和香港麻雀一般是以番數決定勝出玩家可以收取的金額，而番數越高，輸家要支付的金額是以幾何級數而非線性上升。然而，一般來說較多番數的大牌往往是有跡可尋：例如玩家已翻開（即上、碰、槓）的牌是同一款式，該玩家糊出清一色的機會較高；玩家翻開了兩組三元牌，他糊出大三元的機會也會較高，也間接令所有玩家因出銃大牌而輸錢的機會增加。

### 目的
包牌可以防止有玩家在明知輸大牌風險增加的情況下仍然打出高風險的牌，確保玩家在打牌之前會考慮該牌是否適合或得值得打出。一般情況是，如果有任何玩家（例如乙）本身已有因為碰牌或上牌而有指定的牌翻開後，另一個玩家（例如甲）打出一隻牌，導致玩家乙再碰、上或者槓而翻開指定的牌，則玩家甲須對稍後玩家乙因糊出指定牌型而負全責，即玩家甲同時要替丙和丁向甲支付該局應付的金額，稱為「包輸」。
包牌分為包出銃（或稍為包輸）和包自摸。全銃制之下，所有出銃玩家都要包出銃（所以稱為「全銃」）；在陪銃制下，如果有玩家（例如甲）要包乙出銃牌，即代表稍後如果乙食出指定牌型，甲要包輸。另外，不論是陪銃制或者全銃制，如果有玩家（例如甲）要包乙自摸，即代表稍後如果乙自摸並食出指定牌型，甲要同時為丙和丁支付全數款額。一般來說，由於輸自摸要支付的金額較大，故此包自摸比包出銃是較嚴重的懲罰。

### 全銃版
全銃制之下，若出現以下情況而導致有玩家勝出，觸發以下情況的玩家須包牌：
- 包十二張：當玩家乙已經翻開了三組共九張牌，而玩家甲打出的一張牌令玩家乙翻開第四組共十二張牌（稱為十二張落地），則玩家甲須包乙自摸（不論牌型）。但如果玩家乙先打岀一張牌，玩家甲再跟打岀同一張牌，在同一輪情況下，玩家乙再上或碰回同一張牌，使玩家乙翻開第四組共十二張牌，此情況玩家甲不用包牌。
- 包大三元：當玩家乙已經翻開兩組三元牌（即碰或槓了紅中、發財、白板），而玩家甲打出三元牌令玩家乙再碰或槓牌形成大三元格局，稍後若乙自摸任何牌（不論牌型），玩家甲須支付全部款項。在此情況下，即使稍後再有另一玩家打出任何牌令玩家乙十二張落地，仍然由玩家甲負責包自摸。
- 包槓上自摸：玩家甲打出一張生章牌（即從未有人打出過的牌）而玩家乙開槓，若果玩家乙因而槓上自摸，則玩家甲要包乙槓上自摸，或（根據不同自訂規例）玩家乙槓上自摸加一番，而玩家甲則不需要包自摸。

由於全銃制本身已有包輸的特質，同時所有類型的十二張均須包自摸，所以一般來說除了要開始牌局之前商議包大三元的處理方法外，玩家一般無須記住包牌規則。

### 陪銃版

#### 基本原則
在陪銃制之下，若出現以下情況而導致有玩家勝出，觸發以下情況的玩家須包牌：
- 包九張/十二張：若玩家乙已經翻開三組「指定牌型」的牌（即九張落地），而玩家甲打出同款牌令玩家乙即時食出指定牌型，玩家甲要包輸；若玩家乙不是即時食出而是再上、碰或槓牌，乙便會屬於十二張落地，稍後若乙自摸指定牌型（包括槓上自摸），玩家甲包自摸。「指定牌型」包括清一色、字一色、全幺九、大小四喜。注意的是：在陪銃制下，只有「指定牌型」才有包十二張自摸，即如果最終乙自摸而不是「指定牌型」，則甲不須包自摸。另外，一般而言，玩家乙在翻開第三組牌的時候（即九張落地），要喊叫「九張」、「九張落地」、「包番子」、「包幺九」等，以提醒其他玩家，不過即使玩家乙沒有喊叫，包牌仍然有效。
- 包大三元：若玩家乙已經翻開兩組三元牌（即碰或槓了紅中、發財、白板），而玩家甲打出三元牌令玩家乙即時食出大三元，玩家甲要包輸；若玩家乙不是即時食出大三元而是碰或槓形成大三元格局，稍後若乙自摸任何牌（不論牌型），玩家甲須支付全部款項。一般而言，玩家乙在碰或槓出兩張三元牌後，需要喊叫「包紅中」、「包白板」或者「包發財」（視乎當時缺少哪一款），以提醒其他玩家，不過即使玩家乙沒有喊叫，包牌仍然有效。
- 包生章：適用於設有指定剩餘牌棟和局的牌局（即不是「摸到尾」的牌局，例如摸剩七/八棟後和局），和局前任何玩家摸最後5棟（共10隻）牌的時候，如果打出的牌是生章（即從未有人打過的牌）而出銃要包輸；和局前任何玩家摸最後7棟（共14隻）牌的時候，如果打出的牌是生章番子而出銃要包輸。

#### 包先不包後
陪銃制下的包牌原則有「包先不包後」的例外情況：一局當中若果有兩個或三個玩家（例如乙和丙）都是指定牌型九張落地，而玩家甲手上只有乙和丙的牌（稱為「侷打」），則視乎乙和丙哪一方較先宣布九張落地（例如乙先宜布九張落地），甲只須在出銃給較先九張落地而食出指定牌型的一方才須包出銃（在此情況下即只須包乙出銃），如果出銃給較後九張落地的一方（例如出銃給丙）則無須包輸，條件是玩家甲在乙宣布九張落地之後不能再上、碰或槓牌。換言之，如果玩家甲在乙宣布九張落地後仍然上、碰或槓牌，玩家甲要為出銃給乙及丙而包輸。包十二張亦採用同一原則。同樣，如果甲手上有乙和丙不要的牌，而甲仍然打牌出銃給丙食出指定牌型，甲仍然要包輸。
簡單來說，在「侷打」的情況下，只須對首先九張落地的玩家包輸和包十二張自摸。
舉例說，一局當中玩家乙是萬子九張落地，而另一玩家甲之後沒有再上、碰或槓牌。隨後玩家丙亦出現幺九九張落地，假設甲手上只剩下萬子和幺九，甲若打出萬子令乙食出萬子清一色，甲要包輸，但如果甲打出幺九令丙食出全幺九，甲無須包輸，即使甲當時令丙十二張落地，甲也不用包丙十二張自摸。如果甲當然有其他牌可打（例如筒子或索子非幺九牌），但甲仍然打幺九牌令丙食出全幺九，甲仍然要包輸。

#### 「即食即包」與「包到尾」
陪銃制下，九章落地而出銃者要包輸。但對於大三元或者大小四喜而言，當其中一個玩家（例如玩家甲）在其他玩家（例如玩家乙）已經翻出了兩組三元牌或三組四喜牌之後，仍然打出三元牌或者四喜牌，但乙沒有即時食出大三元或者大小四喜，而只是組成了大三元或大四喜格局（這情況不會出現小四喜格局，因其中一款必須在乙手上做「眼」），處理方法有以下兩種：
- 「即食即包」：如果乙沒有即時食出大三元或者大小四喜，即使稍後任何人再打出任何牌令乙食出大三元，也無須包輸，只須包乙自摸。
- 「包到尾」：即使乙沒有即時食出大三元或者大小四喜，但由於牌面上乙已經是大三元或者大四喜格局，故此任何人打給乙食出大三元或者大四喜，仍然由甲包輸。此外，甲須包乙自摸。

由於「即食即包」和「包到尾」都是普遍的處理方法，但對不同玩家的影響卻有很大的差別，故此玩家應該在開始牌局之前取得共識。

## 其他規則

### 過水
- 對家/下家打出牌不碰，對家/上家再打出相同的牌不可碰，需要到自己再摸牌後才可解除過水。
- 對家/下家打出牌不糊，對家/上家再打出相同的牌不可胡，需要到自己再摸牌後才可解除過水。
- 對家/下家打出牌不糊，對家/上家再打出同一水路的牌不可胡，需要到自己再摸牌後才可解除過水，否則當詐胡處理。例子：自己叫一、四、七萬，下家打出四萬，自己不胡，對家/上家打出一萬、七萬不可胡。但如果自己叫七萬食清一色對對胡，叫六萬食清一色，下家打六萬不食，對家打七萬在同一圈下也可以食。
- 上/碰牌之後不可打相同的牌

### 補牌
玩家在摸到花牌及開了槓牌（不論是明槓或暗槓）後必須立刻從牌墩的牌尾補牌，否則逾時不補牌當小相公處理。

### 詐糊

#### 定義
詐糊是指一個玩家打開手上的所有牌後，不能組成合為任何可以糊牌的組合。可能出現的情況包括大相公或小相公、牌序或組合出錯(例如將一三三萬看成了一二三萬)。
在適用於設有最低食糊番數要求的牌局，番數不足不會被視為詐糊（因不符合上述詐糊定義），但此情況下有關玩家在同一局內不能再次食糊。不過，有些情況下 (通常見於麻雀館或麻雀比賽)，番數不足也會被視作詐糊。
詐糊不影響其他食糊的有效性。在可以「截糊」的牌局當中，詐糊不能截糊，例如玩家甲食糊的時候，玩家乙同時翻出詐糊，則食詐糊的乙不用賠償，玩家甲的食糊仍然有效。此規定是防止有串通的玩家透過故意食詐糊來阻止個別玩家勝出。在容許「一炮三響」的牌局當中，有其他玩家食糊的時候，即使有人翻出詐糊，也不會因而受罰。

#### 處理方法
一個玩家如食糊後發現時詐糊，需要向其餘三個玩家作出賠償，以補償其他玩家失去勝出該局的機會，而賠償金額往往與牌局最高番數有關，防止有玩家串通，以食詐糊來防止其他玩家食出大牌而造成不公。
陪銃制之下，食詐糊的玩家須向「出銃」玩家賠償最高番數的金額，並向其餘兩家賠償該金額的一半；如玩家「自摸」詐糊，則須賠償其餘三家最高番數的自摸金額。例如「一二蚊」上限八番（即出銃八番玩家要付256元、其餘玩家要付128元）來計，玩家乙食出甲出銃的牌，但後來發現乙的牌是詐糊，那麼乙要向甲賠償八番的款額即256元，同時要向丙和丁賠償128元。若玩家乙是「自摸」詐糊，則要向甲、丙和丁各支付128元。
全銃制之下，食詐糊的玩家不論是其他玩家「出銃」還是「自摸」詐糊，均須向其餘三個玩家支付最高番數的金額，例如以上述例子，乙須向丙和丁賠償256元。
部分自訂規例為食詐糊的玩家不論是其他玩家「出銃」還是「自摸」詐糊，均只須向其餘三個玩家支付最少三番的金額。超過三番的詐糊需要支付相應番數的金額，如玩家食清一色詐糊，其需要向其餘玩家支付清一色番數（7番）的金額。

#### 連莊
如果食詐糊，該局結束，玩家重新洗牌開展下一局。但如食詐糊的玩家是莊家，也不可繼續連莊。

### 花糊
- 玩家於摸出花牌類糊的話可選擇放棄糊牌權利，但之後除非再摸出花糊外不能再重糊，如一臺花加正花放棄後再摸足七張、花糊摸成八仙過海等；若玩家於放棄花牌類糊後以手牌食糊，則仍於手牌以外再加花糊之番數。
- 槓上自摸花糊計四番自摸；連槓開花當例牌自摸計，以第一槓明暗判定作出銃或自摸論；兩者並同時適用於槓上開花的「出槓」原則（若有）。
- 一開牌七張花牌以上，莊家另計天糊、閒家另計地糊，經補花後摸齊七張花牌亦作天地糊論，但暗槓後摸齊不作此論。

## 分數計算
傳統麻雀以四番為滿糊，隨後以半辣上，每兩番才跳一倍。（賭得比較大的人亦會辣辣上，每一番跳一倍。）
| 番數       | 出銃 （$） | 自摸             |
| ---------- | ---------- | ---------------- |
| 0（雞糊）  | 1          | （自摸最少一番） |
| 1          | 2          | 3 （1 x 3）      |
| 2          | 4          | 6 （2 x 3）      |
| 3          | 8          | 12 （4 x 3）     |
| 4（滿糊）  | 16         | 24 （8 x 3）     |
| 5          | 24         | 36 （12 x 3）    |
| 6          | 32         | 48 （16 x 3）    |
| 7          | 48         | 72 （24 x 3）    |
| 8          | 64         | 96 （32 x 3）    |
| 9          | 96         | 144 （48 x 3）   |
| 10（細爆） | 128        | 192 （64 x 3）   |
| 11         | 192        | 288 （96 x 3）   |
| 12         | 256        | 384 （128 x 3）  |
| 13（爆棚） | 384        | 576 （192 x 3）  |

## 外部連結
- 香港中文大學學生會 麻雀研究學會：第二屆中大雀皇之皇麻雀大賽大賽規則 （页面存档备份，存于）（為方便比賽計分，把小四喜、坎坎糊、連槓開花、大花糊、字一色、清幺九、九子連環、天糊、地糊、十三幺、大四喜、十八羅漢等，列為十番例牌。）
- 花式及番數（廣東牌）
- HolidaySmart 假期日常：【新手入門必睇・計番篇】麻雀計番教學～自摸混一色對對糊究竟幾多番？睇完就明！
- . 神來也. （原始内容存档于2016-04-01） （中文（臺灣））. （页面存档备份，存于）